# Temporada de furacões no oceano Atlântico de 2019
A temporada de furacões no Atlântico de 2019 foi a quarta temporada consecutiva  desde 2016 acima da média e prejudicial. No entanto, muitas tempestades foram fracas e de curta duração, especialmente no final da temporada. Seis dessas tempestades nomeadas alcançaram o status de furacão, enquanto três se intensificaram em furacões maiores. Duas tempestades tornaram-se furacões de categoria 5, marcando a quarta temporada consecutiva com pelo menos um furacão de categoria 5, a terceira temporada consecutiva a apresentar pelo menos uma tempestade atingindo a costa com intensidade de categoria 5, e a sétima já registada a ter vários ciclones tropicais atingindo intensidade de categoria 5. A temporada começou oficialmente em 1 de junho e terminou em 30 de novembro. Estas datas descrevem historicamente o período de cada ano em que a maioria dos ciclones tropicais se formam na bacia do Atlântico e são adotadas por convenção. No entanto, a ciclogênese tropical é possível em qualquer época do ano, como demonstrado pela formação da tempestade subtropical Andrea em 20 de maio, tornando este o quinto ano consecutivo em que um ciclone tropical ou subtropical se desenvolveu fora da estação oficial.
O primeiro furacão da temporada, Barry, formou-se em meados de julho no norte do Golfo do México e atingiu a Luisiana. Barry causou duas mortes e produziu inundações em Arkansas, Alabama, Luisiana e Mississippi, com danos totalizando cerca de 600 milhões (dólares 2019 USD ). O furacão Dorian, foi o ciclone tropical mais intenso da temporada e provou ser o desastre natural mais caro da história das Bahamas, tornando-se o furacão mais forte a atingir o país. No geral, Dorian causou cerca de US$ 5,1 bilhões em danos e 84 mortes, principalmente nas Bahamas. A temporada de 2019 foi a quarta temporada consecutiva com pelo menos um furacão de categoria 5. A tempestade tropical Fernand deixou inundações no México, com aproximadamente US$ 11,3 milhões em danos e uma morte. O furacão Humberto produziu grandes danos nas Bermudas, totalizando pelo menos US$ 25 milhões de estragos.
À deriva sobre o Texas, a tempestade tropical Imelda resultou em uma inundação devastadora nas partes orientais do estado, com cerca de US$ 5 bilhões em danos e cinco mortes. Lorenzo, que se tornou o furacão de categoria 5 do Atlântico mais a leste já registado, causou 11 mortes após afundar o rebocador francês Bourbon Rhode e outras 8 mortes causadas por ondas fortes ao longo da costa Leste dos Estados Unidos. Com Dorian e Lorenzo se intensificando em furacões de categoria 5, a temporada se tornou uma das sete temporadas com vários furacões de categoria 5. Além disso, a tempestade tropical Nestor causou um surto de tornado no oeste da Flórida em meados de outubro, deixando US$ 125 milhões em danos, enquanto um acidente de automóvel na Carolina do Sul matou três pessoas. A tempestade tropical Olga causou danos moderados e fortes inundações na costa central do Golfo e gerou rajadas de vento com força de furacão no extremo norte até ao Tennessee. A tempestade deixou um morto e cerca de US$ 400 milhões em danos. O furacão Pablo tornou-se a formação de furacão mais oriental já registada, vencendo o furacão Vince de 2005. A temporada terminou com a tempestade tropical Sebastien, que se tornou extratropical em 24 de novembro.
A maioria das agências de previsão previa uma época próxima da média ou ligeiramente acima, com algumas a esperar temperaturas da superfície do mar próximas do normal, mas notando uma incerteza sobre a intensidade do El Niño. Em última análise, a atividade em relação ao número de tempestades nomeadas excedeu todas as previsões, mas o número de furacões e furacões maiores permaneceu dentro do intervalo previsto.

## Previsões sazonais
Antes e durante a temporada de furacões, vários serviços meteorológicos nacionais e agências científicas fazem as previsões de quantas tempestades nomeadas, furacões e furacões maiores (categoria 3 ou superior na escala Saffir-Simpson) provavelmente se formam durante uma temporada e/ou quantos os ciclones tropicais afetam um determinado país. Essas agências incluem o Consórcio de Risco de Tempestades Tropicais (TSR) da University College London, a Administração Oceânica e Atmosférica Nacional (NOAA) e a Universidade Estadual do Colorado (CSU). As previsões incluem mudanças semanais e mensais em fatores significativos que ajudam a determinar o número de tempestades tropicais, furacões e furacões maiores em um determinado ano. Algumas dessas previsões também levam em consideração o que aconteceu nas temporadas anteriores e o estado do El Niño-Oscilação do Sul (ENOS). Em média, uma temporada de furacões no Atlântico entre 1981 e 2010 continha doze tempestades tropicais, seis furacões e três furacões maiores, com um índice de energia ciclônica acumulada (ECA) entre 66 e 103 unidades. O ECA é, em termos gerais, uma medida da potência de um furacão multiplicada pelo tempo de existência; portanto, tempestades de longa duração e sistemas particularmente fortes resultam em níveis elevados de ECA. A medida é calculada com base nos avisos completos para ciclones com intensidade de tempestade tropical — tempestades com ventos superiores a 63 km/h.

### Previsões da pré-temporada
A primeira previsão do ano foi divulgada pela TSR em 11 de dezembro de 2018, que previa uma temporada ligeiramente abaixo da média em 2019, com um total de 12 tempestades nomeadas, 5 furacões e 2 furacões maiores, devido à presença prevista de condições de El Niño durante a temporada. CSU divulgou a sua primeira previsão em 4 de abril de fevereiro de 2019, prevendo uma temporada próxima da média com 13 tempestades nomeadas, 5 furacões e 2 furacões maiores, citando a persistência do fraco El Niño e temperaturas ligeiramente mais frias que a média da superfície do mar. Em 5 de abril, a TSR divulgou uma previsão atualizada que reiterou as suas previsões anteriores. A Universidade Estadual da Carolina do Norte divulgou a sua previsão em 16 de abril, prevendo atividade ligeiramente acima da média com 13–16 tempestades nomeadas, 5–7 furacões e 2–3 furacões maiores. Em 6 de maio, a Weather Company previu uma temporada ligeiramente acima da média, com 14 tempestades nomeadas, 7 furacões e 3 furacões maiores. O UK Met Office divulgou a sua previsão em 21 de maio, prevendo 13 tempestades nomeadas, 7 furacões, 3 furacões maiores e uma energia acumulada de ciclones de 109 unidades. Em 23 de maio, a NOAA divulgou a sua primeira previsão, prevendo uma temporada quase normal com 9-15 sistemas nomeados, 4–8 furacões e 2–4 furacões maiores. TSR divulgou uma previsão atualizada em 30 de maio, que aumentou o número de furacões previstos de 5 para 6.

### Previsões a meio da temporada
Em 4 de junho, a CSU atualizou sua previsão para incluir um total de 14 tempestades nomeadas, 6 furacões e 2 furacões maiores, incluindo a tempestade subtropical Andrea. A CSU observou a incerteza contínua sobre a intensidade do El Niño, mas também o aumento das temperaturas dos oceanos, que naquela época estavam quase normais. A Universidade do Arizona (UA) previu em 11 de junho que a temporada apresentaria atividade acima da média – 16 tempestades nomeadas, 8 furacões, 3 furacões maiores e índice acumulado de energia de ciclones de 150 unidades. Em 4 de julho, o TSR divulgou sua primeira previsão para o meio da temporada, ainda mantendo os números da previsão anterior. CSU divulgou sua segunda perspectiva de meio de temporada em 9 de julho, com os mesmos números restantes da previsão anterior. Em 5 de agosto, a CSU divulgou sua terceira previsão de meio da temporada, ainda mantendo os mesmos números de sua previsão anterior, embora revisando ligeiramente o número de furacões de 6 para 7. TSR divulgou sua segunda e última perspectiva do meio da temporada em 6 de agosto, com as únicas mudanças de aumentar o número de tempestades nomeadas de 12 para 13. Em 8 de agosto, a NOAA divulgou sua segunda previsão aumentando as chances de 10-17 tempestades nomeadas, 5–9 furacões e 2–4 furacões maiores, sugerindo atividade acima da média.

## Resumo sazonal

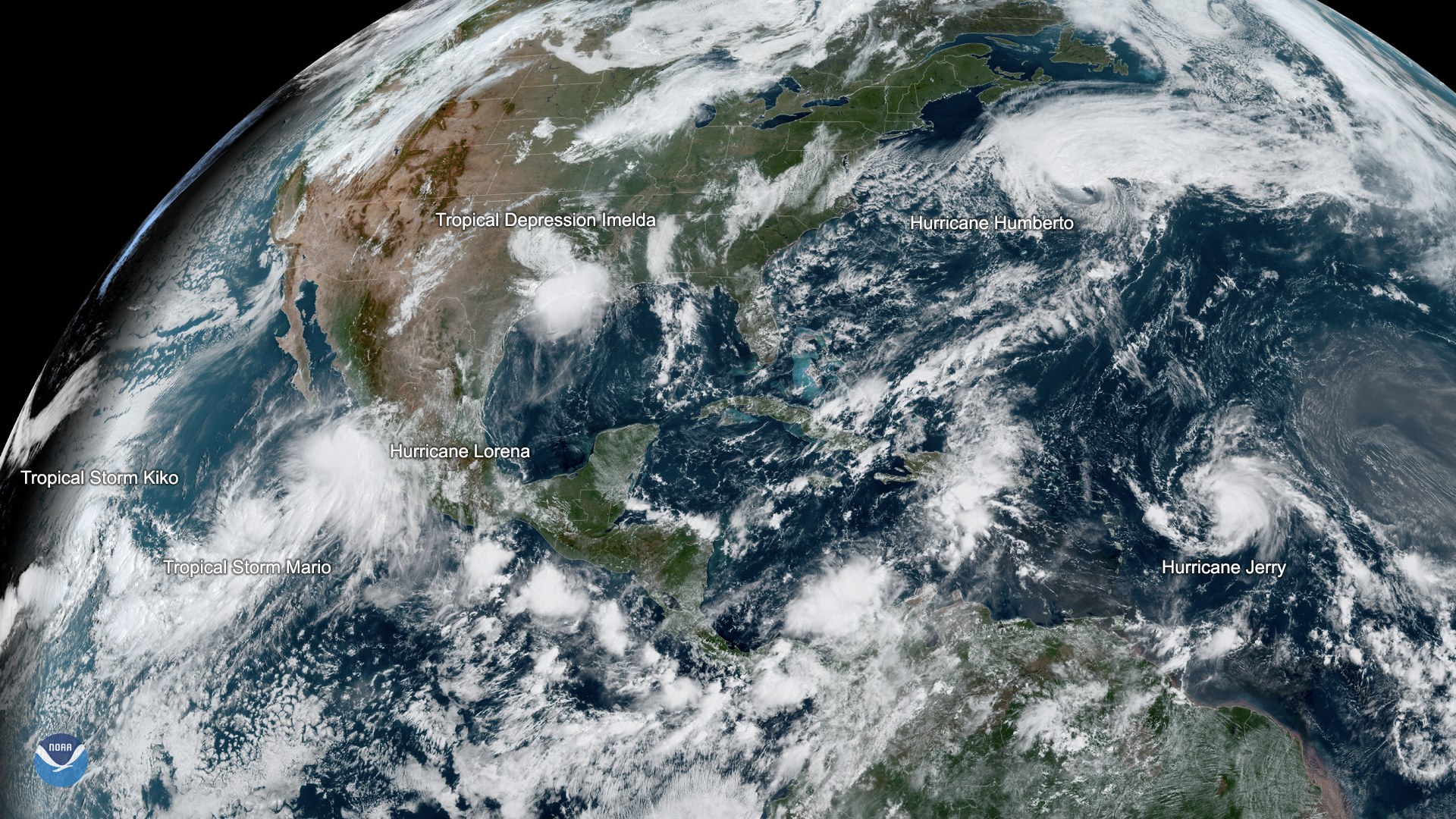
Seis ciclones tropicais activos nas bacias do Pacífico Oriental e do Atlântico em 19 de setembro, da esquerda para a direita (conforme marcado): Kiko, Mario, Lorena, Imelda, Humberto e Jerry

A temporada de furacões no Atlântico de 2019 começou oficialmente em 1 de junho. A temporada apresentou vinte depressões tropicais, dezoito das quais se tornaram tempestades tropicais ou subtropicais. Com dezoito tempestades nomeadas, a temporada foi na época, junto com 1969, a quarta mais ativa desde o início dos registos. Seis deles se intensificaram em furacões, com três se intensificando em furacões maiores. Foi a quarta temporada consecutiva de furacões no Atlântico com atividade acima da média, que ocorreu pela última vez entre 1998 – 2001. Cinco sistemas se desenvolveram no Golfo do México, empatando com 1957 e 2003 pelo maior número de ciclones tropicais formados na região em uma temporada. Os factores que contribuíram para uma actividade anormalmente elevada incluíram monções mais fortes na África Ocidental, temperaturas oceânicas mais quentes do que a média e baixo cisalhamento do vento, particularmente sobre o Atlântico ocidental e o Golfo do México. No geral, os ciclones tropicais no Atlântico de 2019 resultaram colectivamente em 116 mortes e cerca de US$ 11,62 bilhões em danos. A temporada terminou oficialmente em 30 de novembro.
A atividade começou antes do início oficial da temporada, quando a tempestade subtropical Andrea se formou em 20 de maio. Isto marcou o quinto ano consecutivo com uma tempestade nomeada na pré-temporada, superando o recorde anterior de quatro entre 1951 e 1954. Nenhuma tempestade se formou no mês de junho, mas a atividade foi retomada em julho, quando o furacão Barry se desenvolveu em 11 de julho e a depressão tropical Três formou-se em 22 de julho. Depois disso, a ciclogênese tropical cessou novamente por quase um mês, até que a tempestade tropical Chantal se desenvolveu em 20 de agosto. O mês de agosto apresentou dois outros sistemas, o furacão Dorian e a tempestade tropical Erin, sendo o primeiro o ciclone tropical mais intenso da temporada. Dorian atingiu o pico como furacão de categoria 5 com ventos máximos sustentados de 295 km/h e uma pressão barométrica mínima de 910 mbar. A temporada de 2019 também marcou o quarto ano consecutivo com pelo menos uma categoria 5 na bacia do Atlântico, superando o recorde anterior de três temporadas entre 2003 e 2005.
Setembro foi o mês mais ativo da temporada, apresentando sete tempestades nomeadas, incluindo Fernand, Gabrielle, Humberto, Imelda, Jerry, Karen, e Lorenzo. Em 29 de setembro, Lorenzo tornou-se o furacão registado de categoria 5 mais oriental. A temporada tornou-se apenas a sétima a apresentar múltiplos furacões de categorias 5, sendo os demais em 1932, 1933, 1961, 2005, 2007, e 2017. Outubro apresentou atividade acima da média, com a formação de Melissa, Nestor, Olga, Pablo e Rebekah, embora nenhum tenha permanecido um ciclone tropical ou subtropical por mais de três dias. Pablo tornou-se o furacão registado mais oriental, atingindo aquela intensidade a leste do recordista anterior, Vince, em 2005. Além de Rebekah persistir em novembro, o mês apresentou outro sistema, a tempestade tropical Sebastien. A atividade durante a temporada de furacões no Atlântico de 2019 foi concluída quando Sebastien fez a transição para um ciclone extratropical em 24 de novembro. A atividade sazonal foi refletida com um valor de índice de Energia Acumulada de Ciclone (ECA) de 132 unidades.

## Sistemas

### Tempestade subtropical Andrea
Um vale de nível superior originado nas latitudes médias cortou uma ampla baixa de nível superior sobre a Flórida em 17 de maio. A baixa moveu-se para o leste sobre o Atlântico ocidental durante o dia seguinte, à medida que uma grande área de convecção se formou a leste. Começou a interagir com vorticidade de baixo nível ao longo da borda oeste de uma frente fria em dissipação em 19 de maio, com os dois sistemas se unindo em uma ampla área de baixa pressão por volta das 12h UTC em 20 de maio. A convecção associada à baixa tornou-se melhor organizada ao longo daquele dia, à medida que o sistema se movia para o norte, com um voo de reconhecimento da Força Aérea mais tarde naquele dia descobrindo que o sistema havia adquirido um centro de circulação bem definido e estava produzindo ventos fortes bem longe do seu centro. Com base nos dados da aeronave e na estrutura do sistema, o sistema tornou-se a tempestade subtropical Andrea às 18h. UTC em 20 de maio cerca de 600 km a sudoeste das Bermudas. No entanto, o ciclone começou logo a trazer ar seco para a sua circulação enquanto o cisalhamento do vento sudoeste aumentava, resultando em uma rápida diminuição da convecção. Às 12h UTC em 21 de maio, o ciclone degenerou em uma baixa remanescente após a diminuição da convecção. A baixa remanescente moveu-se para leste-nordeste durante o dia seguinte até ser absorvida por uma frente fria por volta de 24 horas depois, cerca de 110 km a sudoeste das Bermudas.

### Furacão Barry
Um vórtice convectivo de mesoescala formou-se na região central dos Estados Unidos em 2 de julho e moveu-se lentamente para leste, sudeste e depois para sudoeste, alcançando o Golfo do México cerca de uma semana depois. A baixa, que apresentava grande área de convecção profunda, organizou-se gradativamente, tornando-se uma depressão tropical por volta das 00h00 UTC em 11 de julho aproximadamente 310 km ao sul de Mobile, Alabama. Com um aumento nas faixas convectivas no lado sul da circulação do ciclone, o sistema rapidamente se intensificou na tempestade tropical Barry apenas seis horas depois. O ciclone moveu-se para oeste e depois para oeste-noroeste ao longo da periferia de uma crista de nível baixo a médio. A estrutura convectiva de Barry permaneceu assimétrica, com quase toda a convecção localizada ao sul da circulação devido ao cisalhamento do vento e ao ar seco. Por volta das 12h UTC em 13 de julho, Barry intensificou-se num furacão e atingiu o pico com ventos de 120 km/h. Três horas depois, Barry atingiu a costa perto de Intracoastal City, Luisiana. O sistema enfraqueceu para uma tempestade tropical no final de 13 de julho e para uma depressão tropical no início de 15 de julho, antes da transição para uma baixa remanescente sobre o Arkansas às 12h UTC em 15 de julho. A baixa continuou na direção norte-nordeste até degenerar em um vale sobre o Missouri no dia seguinte.
Barry causou duas mortes: um homem foi morto por uma correnteza na costa do Panhandle da Flórida em 15 de julho, e outro homem foi morto em Connecticut devido à queda de árvores e fios depois que os restos mortais de Barry passaram por Connecticut.   No Mississippi, marés anormalmente altas causaram pequenas inundações costeiras nas proximidades de Biloxi. Danos generalizados, mas menores, causados por ventos e inundações ocorreram em todo o sul da Louisiana. No entanto, dezenas de casas sofreram grandes danos causados pelas inundações na freguesia de Calcasieu, onde mais de 20 pessoas foram resgatadas das enchentes. Mais de 300 mil pessoas em todo o estado perderam eletricidade. No Arkansas, a tempestade caiu 421 mm de precipitação em Dierks. Como resultado, Barry se tornou o ciclone tropical mais chuvoso da história do estado. As inundações danificaram várias casas, empresas e estradas numa faixa estreita do sudoeste do Arkansas, enquanto várias estradas foram fechadas, incluindo uma parte da Interestadual 30. Os danos de Barry totalizaram cerca de US$ 600 milhões.

### Depressão tropical Três
Uma vigorosa onda tropical de final de estação, acompanhada por uma ampla área de baixa pressão e uma grande massa de convecção profunda, moveu-se ao largo da costa oeste de África em 13 de outubro. A ampla baixa separou-se da onda principal, movendo-se lentamente para noroeste enquanto a onda continuava para oeste através do Atlântico tropical. A atividade de tempestades associada à baixa tornou-se mais bem organizada no início do dia o seguinte, resultando na formação de uma depressão tropical às 12h UTC em 14 de outubro aproximadamente a 555 km a sudeste das Ilhas de Cabo Verde. À medida que a depressão se movia para noroeste em direção às ilhas de Cabo Verde, encontrou um ambiente hostil de forte cisalhamento do vento e ar seco abundante, o que impediu um maior fortalecimento. A depressão rapidamente tornou-se mal organizada e degenerou em uma ampla área de baixa pressão por volta das 06h00 UTC em 16 de outubro. A baixa remanescente continuou para noroeste, produzindo convecção intermitente até sua dissipação no final de 17 de outubro.
Numerosas tempestades se desenvolveram no sul da Flórida em 23 de julho em associação com a depressão tropical. Uma mulher foi ferida por um raio em Aventura por uma tempestade.

### Tempestade tropical Chantal
Em 14 de agosto, uma frente fria atravessou o sudeste dos Estados Unidos, tornando-se quase estacionária nos dias seguintes. Em 17 de agosto a interação entre a frente fria estagnada e um sistema de alta pressão levou à formação de uma área de baixa pressão perto de Savannah, Geórgia. Às 18:00 UTC em 20 de agosto, o pequeno sistema ganhou organização suficiente para ser declarado uma depressão tropical a cerca de 600 km a sudeste de Halifax, Nova Escócia. Seis horas depois, a depressão intensificou-se na tempestade tropical Chantal. O sistema não conseguiu se intensificar ainda mais e logo encontrou águas mais frias e aumento do cisalhamento do vento sudoeste. Em vez disso, Chantal enfraqueceu para uma depressão tropical no início de 22 de agosto e finalmente degenerou para um mínimo remanescente por volta das 18:00 UTC do dia seguinte. A baixa remanescente executou um loop no sentido horário e se dissipou três dias depois, cerca de 1.340 km a sudeste de Cabo Race, Terra Nova.

### Furacão Dorian
Uma onda tropical saiu da costa oeste da África em 19 de agosto e se organizou à medida que se movia para oeste, tornando-se uma depressão tropical no início de 24 de agosto aproximadamente 1.296 km leste-sudeste de Barbados. A depressão rapidamente desenvolveu faixas curvas e intensificou-se na tempestade tropical Dorian mais tarde naquele dia, enquanto se dirigia para oeste-noroeste. O ar seco impediu qualquer intensificação e organização significativa durante vários dias. No início de 27 de agosto, Dorian atingiu Barbados como um ciclone muito compacto com ventos de 85 km/h e passou por Santa Lúcia mais tarde naquele dia. O terreno montanhoso de Santa Lúcia interrompeu a circulação da tempestade, embora uma nova circulação tenha se formado mais ao norte. Dorian retomou a organização enquanto se movia para nordeste sobre o Caribe, com uma parede ocular parcial e um núcleo interno se desenvolvendo em 28 de agosto. O ciclone atingiu intensidade de furacão às 15h30 UTC em 28 de agosto ao atingir a ponta leste de Saint Croix, nas Ilhas Virgens dos EUA ; outro desembarque ocorreu em Saint Thomas algumas horas depois. Depois de emergir no Atlântico em 28 de agosto, Dorian finalmente começou a se mover para oeste-noroeste devido a uma baixa de nível superior movendo-se para o sul e uma crista subtropical se expandindo para oeste.
Encontrando temperaturas de água muito quentes, muita humidade e baixo cisalhamento do vento, Dorian começou a se intensificar rapidamente em 30 de agosto, atingindo intensidade de furacão maior por volta das 18h UTC naquele dia. Fortalecendo-se ainda mais, o ciclone tornou-se um furacão de categoria 5 às 12:00 UTC em 1 de setembro, algumas horas antes de atingir Elbow Cay, nas Ilhas Ábaco, com ventos de 295 km/h; Dorian se tornou o ciclone tropical mais forte já registado a atingir as Bahamas. O enfraquecimento da área de alta pressão ao norte e o colapso das correntes de direção fizeram com que Dorian se movesse muito lentamente. O ciclone atingiu Grand Bahama no início de 2 de setembro enquanto ainda é um furacão categoria cinco. A tempestade enfraqueceu devido à interação terrestre e à ressurgência, caindo abaixo de furacão maior no final de 3 de setembro. Um vale grande de nível médio que se movia para o leste forçou Dorian a se mover para o norte-noroeste e depois para o norte, fazendo com que permanecesse na costa da Flórida. O ciclone voltou a fortalecer-se num furacão de categoria 3 sobre a corrente do Golfo em 5 de setembro, mas mais tarde naquele dia enfraqueceu de volta à categoria 2. Dorian então fez uma curva para nordeste e passou por Outer Banks da Carolina do Norte em 6 de setembro antes de desembarcar no Cabo Hatteras com ventos de 155 km/h. Incorporado no fluxo de latitude média, o ciclone acelerou para nordeste e fez a transição para um ciclone extratropical no final de 7 de setembro. A tempestade extratropical remanescente atingiu a Nova Escócia e mais tarde a Terra Nova antes de ser absorvida por um ciclone extratropical em 9 de setembro.
Em todas as Ilhas de Barlavento, a tempestade produziu rajadas de vento de até 98 km/h, observado na Martinica. Aproximadamente 4 mil casas sofreram apagões e muitas ruas ficaram intransitáveis devido às inundações. A maioria dos danos menores ocorreu em Barbados. Algumas áreas das Ilhas Virgens dos EUA relataram ventos com força de furacão, com a ilha Buck observando ventos sustentados de 132 km/h. Os ventos de Dorian deixaram apagões em toda a ilha em Saint Thomas e Saint John, enquanto 25 mil clientes perderam a energia em Saint Croix. Nas Ilhas Virgens Britânicas, a tempestade causou inundações e danos provocados pelo vento nos arredores de Road Town. Uma morte ocorreu em Porto Rico durante os preparativos para a tempestade. Ventos fortes deixaram cerca de 23 mil famílias sem eletricidade em toda a ilha. Dorian infligiu danos catastróficos em algumas regiões das Bahamas. Aproximadamente 87 por cento dos danos em todo o país ocorreram nas Ilhas Ábaco, onde a tempestade atingiu o pico de intensidade e gerou ventos com força de tempestade pelo menos tropical durante mais de três dias. Cerca de 75 por cento das casas foram danificadas até certo ponto. Além disso, Dorian danificou cerca de 90 por cento da infraestrutura em Marsh Harbour e casas de favelas destruídas na cidade. Grand Bahama também sofreu impactos extremos, com tempestades submergindo pelo menos 60 por cento da ilha. O furacão danificou gravemente ou destruiu cerca de 300 casas na ilha. Em todas as Bahamas, cerca de 13 mil casas sofreram graves danos ou foram completamente destruídas, enquanto pelo menos 70 mil pessoas ficaram desabrigadas. Dorian matou pelo menos 70 pessoas e causou pelo menos US$ 3,4 bilhões em danos, tornando-o o furacão mais caro da história do país.
Mais de 160 mil clientes elétricos na Flórida tiveram apagões durante a tempestade. Dorian causou inundações costeiras em algumas áreas, especialmente em zonas próximas à beira-mar ou ribeirinhas de Saint Augustine e Jacksonville. Seis mortes ocorreram no estado. Ventos fortes na Carolina do Sul derrubaram inúmeras árvores e linhas de energia, deixando mais de 270 mil residências e locais de trabalho sem energia. As inundações costeiras e repentinas afetaram as áreas de Charleston e Georgetown. Três tornados no condado de Horry também causaram danos. As porções orientais do estado sofreram tempestades variando de 1.2 a 2.1 m, rajadas de vento até 180 km/h, a precipitação totalizava entre 130 and 250 mm, e 25 tornados. O Condado de Dare foi particularmente atingido, com 1.126 estruturas danificadas. A tempestade também destruiu 20-25 por cento da colheita de tabaco do estado. Três mortes foram relatadas na Carolina do Norte. Rajadas de vento e erosão nas praias ocorreram em outros estados ao longo da Costa Leste, especialmente em Delaware e Nova Jersey. Os danos nos Estados Unidos totalizaram cerca de US$ 1,6 bilhões. No Canadá, os remanescentes extratropicais de Dorian deixaram cerca de 412 mil clientes sem energia na Nova Escócia e outros 80 mil em New Brunswick, com o primeiro representando aproximadamente 80 por cento da província. A tempestade danificou casas, edifícios e barcos, bem como derrubou árvores, em toda a região marítima canadense, embora os piores impactos tenham ocorrido em Halifax, Moncton e grande parte da Ilha do Príncipe Eduardo. Somente os danos segurados atingiram US$ 78,9 milhões.

### Tempestade tropical Erin
Em 20 de agosto, um grande vale de nível superior com uma grande área de convecção desorganizada formada sobre o sudoeste do Atlântico. À medida que o vale enfraqueceu, uma onda curta moveu-se para o lado ocidental do vale sobre o Golfo do México, resultando na formação de uma ampla área de baixa pressão em 22 de agosto. A baixa deslocou-se para noroeste, movendo-se sobre o sudeste da Flórida em 24 de agosto e degenerando em um vale de baixa pressão. No entanto, a convecção profunda aumentou ao longo do vale no início de 26 de agosto, e uma nova baixa se desenvolveu, com uma depressão tropical se formando às 12h UTC daquele dia por volta de 555 km ao sul-sudeste do Cabo Hatteras, Carolina do Norte. A depressão moveu-se para sudoeste em resposta a uma área de alta pressão de nível médio perto da Flórida. Inicialmente mal organizada devido ao cisalhamento do vento noroeste, a depressão se fortaleceu na tempestade tropical Erin no final de 27 de agosto após o desenvolvimento de uma grande explosão de convecção. Erin então virou bruscamente para noroeste à medida que a alta de nível médio enfraquecia e uma crista subtropical se fortalecia a nordeste. Fortes ventos de níveis superiores enfraqueceram a tempestade para uma depressão tropical no final de 28 de agosto. Acelerando para nordeste, Erin tornou-se extratropical às 12h UTC em 29 de agosto, e foi absorvido por uma baixa extratropical maior 12 horas mais tarde.
Na Nova Escócia, a precipitação dos remanescentes de Erin foi maior do que durante todos os meses de julho e agosto combinados antes da tempestade. De acordo com o Serviço Meteorológico do Canadá, o Vale de Annapolis e a região da Baía de Fundy receberam a maior precipitação com um máximo de 162 mm em Parrsboro e 127 mm em Greenwood. Várias estações relataram taxas superiores a 30 mm, resultando no aumento do escoamento, causando inundações repentinas e destruição de estradas. A chuva afetou a parte sul de Novo Brunswick com totais máximos de 56 mm em Fredericton, 50 mm em Moncton e 44 mm em Saint John. Na Ilha do Príncipe Eduardo, as acumulações chegaram 66 mm em Summerside. Em Quebec, regiões próximas ao Golfo de St. Lawrence observaram cerca de 50 mm de chuva.

### Tempestade tropical Fernand
Ao longo da segunda quinzena de agosto, uma baixa de nível superior progrediu para leste, do sudeste dos Estados Unidos até às Bermudas, para sul até Porto Rico e para oeste através de Hispaniola e Cuba. Uma área fraca e ampla de baixa pressão formou-se perto do oeste de Cuba em 30 de agosto e derivou lentamente para oeste através do Golfo do México. A convecção profunda coalesceu em faixas curvas ao redor do centro, levando à formação da tempestade tropical Fernand por volta das 12h. UTC em 3 de setembro. Apesar da influência do cisalhamento moderado do vento leste-sudeste, o ciclone atingiu ventos máximos de 85 km/h no início de 4 de setembro antes de iniciar uma tendência de enfraquecimento constante. Fernand avançou para o sul de uma cordilheira sobre o centro-sul dos Estados Unidos, atingindo a costa cerca de 50 km norte-nordeste de La Pesca, Tamaulipas, às 15h30 UTC em 4 de setembro. Enfraqueceu rapidamente uma vez no interior e dissipou-se no terreno acidentado do México por volta das 06:00. UTC em 5 de setembro.
Fernand trouxe chuvas torrenciais para os estados mexicanos de Coahuila, Nuevo León, Tamaulipas e San Luis Potosí. Fernand também despejou fortes chuvas sobre o sul do Texas. Em preparação para a tempestade, o governo mexicano ativou o Plano DN-III-E, enviando 4 mil soldados aos estados do nordeste para ajudar no socorro ao desastre. Em Nuevo León, escolas e linhas de transporte público foram fechadas em 5 de setembro, mas retomaram as operações no dia seguinte. Em algumas áreas, seis meses de chuva caíram em seis horas. Deslizamentos de terra foram relatados perto da capital do estado, Monterrey. Casas, estradas, pontes e pelo menos 400 escolas foram danificadas. Em García, um venezuelano morreu depois de ser arrastado pelas enchentes enquanto tentava limpar um esgoto; as duas pessoas com quem ele trabalhava conseguiram escapar. Em 7 de setembro, o governador de Nuevo León, Jaime Rodríguez Calderón, declarou estado de emergência para solicitar fundos estatais para resolver os danos. Em outro lugar, em Tamaulipas, 300 mm de chuva cairam em 48 horas, provocando algumas inundações localizadas.. Os danos em todo o México totalizaram aproximadamente US$ 11,3 milhões.

### Tempestade tropical Gabrielle
Uma onda tropical moveu-se para oeste da África em 30 de agosto, organizando-se em uma depressão tropical por volta das 18h UTC em 3 de setembro a cerca de 730 km a oeste do norte das Ilhas de Cabo Verde. Embora o ciclone tropical nascente tenha seguido para noroeste em um ambiente de cisalhamento moderado do vento sudoeste e ar seco de nível médio, ele se intensificou na tempestade tropical Gabrielle seis horas após a sua formação. A interação com uma baixa de nível superior agravou ainda mais os fatores ambientais negativos, fazendo com que o sistema perdesse a maior parte de sua convecção por quase um dia. À medida que o regime de direção passou a ser ditado por uma ruptura na crista subtropical, Gabrielle curvou-se para oeste-noroeste e depois para norte. Uma diminuição nos ventos de níveis superiores levou à formação de um núcleo interno bem definido, e Gabrielle atingiu ventos de pico de 100 km/h em 8 de setembro. Posteriormente, a influência dos ventos de oeste de latitude média fez com que o ciclone virasse para nordeste e iniciasse a transição extratropical, completando-a às 12h00. UTC em 10 de setembro a 790 km a noroeste das ilhas ocidentais dos Açores. O ciclone pós-tropical persistiu por um dia antes de degenerar para um vale aberto.

### Furacão Jerry
Uma onda tropical deixou a África em 27 de agosto e moveu-se continuamente para oeste durante vários dias. Ao longo do início de setembro, a onda sofreu interação prolongada com um cavado de nível superior no Atlântico central e sudoeste que culminou na formação de uma depressão tropical às 18h00 UTC em 13 de setembro a leste de Eleuthera nas Bahamas. A depressão intensificou-se na tempestade tropical Humberto seis horas depois e seguiu para noroeste, onde a melhoria constante das condições ambientais permitiu que se tornasse um furacão em 16 de setembro. Depois de virar bruscamente para nordeste, a tempestade continuou a se intensificar. Às 00:00 UTC em 18 de setembro, Humberto atingiu ventos de pico de 205 km/h e um furacão de categoria 3 passou cerca de 100 km a noroeste das Bermudas nessa intensidade. O forte cisalhamento do vento e o ar seco fizeram com que Humberto embarcasse em uma tendência de enfraquecimento a partir de então, e ele fez a transição para um ciclone extratropical às 00:00 UTC em 20 de setembro cerca de 925 km ao sul-sudoeste de Cape Race depois de ter sido despojado de sua convecção. A baixa extratropical foi absorvida por uma feição não tropical maior dezoito horas depois.

### Tempestade tropical Imelda
Uma baixa de nível superior separou-se de um vale mais amplo no leste dos Estados Unidos no início de setembro, movendo-se para sudoeste em direção ao leste do Golfo do México em 12 de setembro. Um vale fraco formou-se nas proximidades desta feição e moveu-se para oeste, levando à formação de uma depressão tropical por volta das 12h00 UTC em 17 de setembro a uma curta distância a sudoeste de Freeport, Texas, apesar do NHC estimar uma baixa probabilidade de desenvolvimento de ciclones tropicais. A depressão rapidamente se intensificou na tempestade tropical Imelda três horas depois e atingiu o pico com ventos máximos sustentados de 75 km/h antes de atingir Freeport às 17:45 UTC. Imelda derivou lentamente para o norte uma vez no interior, enfraquecendo para uma depressão tropical por volta das 00:00 UTC em 18 de setembro e degenerando em um vale 24 horas mais tarde. Os restos de Imelda flutuaram sobre o Texas e Oklahoma por vários dias antes de se dissiparem.
Imelda trouxe inundações catastróficas para o sudeste do Texas, com um pico total de 1,125 mm (44.29 in) perto de Fannett. A tempestade é classificada como o quinto ciclone tropical mais chuvoso a atingir o território continental dos Estados Unidos. Numerosas estradas na Grande Houston e no leste ficaram submersas, incluindo a Interestadual 10, com as águas das enchentes entrando em milhares de carros. No condado de Jefferson, as inundações resultaram em várias centenas de resgates em águas altas. Aproximadamente 5.100 casas sofreram danos causados pela água somente no condado de Jefferson, enquanto cerca de 3.100 outros foram danificados nos condados de Harris, Liberty e Montgomery combinados. Um tornado EF1 no condado de Harris arrancou um telhado de metal e alguns ramos de árvores enquanto destruía um celeiro. Os danos de Imelda totalizaram cerca de US$ 5 bilhões. As fortes chuvas também se estenderam para o leste, até a Luisiana, embora o impacto das enchentes tenha sido menor. Na paróquia de Cameron, um tornado EF0 danificou dois veículos recreativos e derrubou várias árvores. A tempestade causou pelo menos cinco mortes, todas no Texas.

### Furacão Humberto
Uma onda tropical atravessou a costa ocidental de África no final de 11 de setembro. Ele gerou uma área alongada de baixa pressão quatro dias depois, e essa característica gradualmente se organizou em uma depressão tropical por volta das 06:00 UTC em 17 de setembro enquanto localizado a cerca de 1.800 km a leste das Ilhas de Barlavento. Uma forte crista orientou o sistema oeste-noroeste durante vários dias. Embora o cisalhamento moderado do vento nordeste tenha inicialmente dificultado seu desenvolvimento, a depressão intensificou-se na tempestade tropical Jerry às 06:00. UTC em 18 de setembro e começou a rápida intensificação dezoito horas depois. Jerry atingiu a força de um furacão no início de 19 de setembro e atingiu seu pico na intensidade de categoria 2, com ventos de 165 km/h, no início de 20 de setembro; este pico foi alcançado apesar de um padrão de nuvens bastante assimétrico. Pouco depois, o aumento dos ventos de níveis superiores e do ar seco fez com que o ciclone enfraquecesse enquanto fazia uma curva para noroeste. Jerry caiu para a intensidade de uma tempestade tropical no início de 21 de setembro, e degenerou para um ciclone pós-tropical às 18:00 UTC em 24 de setembro aproximadamente 450 km a oeste-sudoeste das Bermudas, tendo perdido a convecção profunda organizada sobre o seu centro. Os restos de Jerry passaram perto das Bermudas antes de se dissiparem a nordeste da ilha em 28 de setembro.
Ventos fortes e chuvas leves foram registados nas Bahamas, onde Dorian causou devastação duas semanas antes. O grande tamanho de Humberto causou mar agitado ao longo da costa leste dos Estados Unidos durante vários dias; correntes de retorno mataram uma pessoa na Flórida e uma segunda na Carolina do Norte. Além disso, 21 resgates aquáticos foram realizados no condado de St. Johns, Flórida. Rajadas de vento com força de tempestade tropical, chuvas leves e pequenas tempestades foram sentidas ao longo da costa leste do estado. Extensa erosão nas praias e pequenos danos estruturais foram relatados ao longo da costa noroeste de Porto Rico. Nas Bermudas, os impactos mais significativos foram provocados por ventos sustentados até 177 km/h, causando danos generalizados a árvores, telhados, culturas e linhas de energia. Cerca de 600 edifícios - incluindo o Aeroporto Internacional LF Wade, o Estaleiro Naval Real e o Serviço Meteorológico das Bermudas - sofreram danos, cerca de 28.000 os clientes ficaram sem energia, e a colheita de banana da ilha sofreu um declínio de 90 perda percentual. No geral, Bermudas reportaram pelo menos US$ 25 milhões em danos.

### Furacão Jerry
Em 14 de setembro, uma onda tropical emergiu no Atlântico vinda da costa oeste da África. No início de 21 de setembro, uma baixa desenvolveu-se ao longo do eixo da onda, resultando num aumento na convecção profunda. O sistema desenvolveu um centro de circulação fechado e tornou-se uma depressão tropical por volta das 00:00 UTC em 22 de setembro aproximadamente 185 km a leste de Trinidade. Cerca de seis horas depois, a depressão intensificou-se na tempestade tropical Karen. O ciclone moveu-se para oeste-noroeste em torno da periferia sudoeste de uma cordilheira subtropical do Atlântico e passou pelas Ilhas de Barlavento como uma tempestade tropical mínima no final de 22 de setembro. O ar seco e o forte cisalhamento do vento enfraqueceram Karen de volta a uma depressão tropical no início de 23 de setembro quando virou para o norte, antes de se intensificar novamente em uma tempestade tropical por volta de 24 horas depois, após encontrar novamente condições favoráveis. No final de 24 de setembro, Karen atingiu as ilhas porto-riquenhas de Culebra e Vieques antes de entrar no Atlântico. Seguindo na direção norte-nordeste, o ciclone finalmente começou a interagir com uma depressão na superfície e encontrou novamente forte cisalhamento do vento. Como resultado, Karen enfraqueceu para uma depressão tropical em 27 de setembro e se dissipou cerca de seis horas depois, aproximadamente 555 km a sudeste das Bermudas.

### Tempestade tropical Fernando
Uma onda tropical emergiu no Atlântico a partir da costa oeste da África em 22 de setembro. A onda rapidamente se organizou em uma depressão tropical por volta das 00:00 UTC em 23 de setembro cerca de 510 km a sudoeste de Dacar, Senegal. Seis horas depois, a depressão transformou-se na tempestade tropical Lorenzo. Uma crista subtropical ao norte inicialmente direcionou a tempestade na direção oeste para oeste-noroeste. O cisalhamento do vento interrompeu o fortalecimento adicional em 24 de setembro. No entanto, a diminuição do cisalhamento do vento no dia seguinte permitiu o início de uma rápida intensificação. Lorenzo atingiu intensidade de furacão no início de 25 de setembro e depois atingiu um pico inicial como furacão categoria 4 com ventos de 230 km/h. O sistema então curvou-se para noroeste devido a uma ruptura na crista subtropical. Um ciclo de substituição da parede do olho e a entrada de ar seco fizeram com que a tempestade enfraquecesse para um furacão categoria três no final de 27 de setembro. A tempestade então curvou-se para o norte através da extremidade oeste da cordilheira subtropical.
Com a formação de Karen, foram emitidos avisos de tempestade tropical e alertas vermelhos para Trinidad e Tobago. Karen provocou graves inundações repentinas em Tobago, prendendo algumas pessoas em suas casas, além de arrancar árvores e causar vários cortes de energia. Várias estradas foram bloqueadas devido a deslizamentos de terra e árvores derrubadas. Além disso, sete barcos em Plymouth afundaram depois que um cais quebrou. Também foi anunciado que todas as escolas estariam fechadas em 23 de setembro. As ondas geradas por Karen na Venezuela causaram inundações e cortes de energia em Caracas e La Guaira. Alertas de tempestade tropical foram emitidos para Porto Rico e Ilhas Virgens em antecipação a Karen. A governadora de Porto Rico , Wanda Vázquez Garced, declarou estado de emergência em 23 de setembro e ordenou o fechamento de escolas e repartições governamentais. As Ilhas Virgens também fecharam as suas escolas à medida que a tempestade se aproximava. As pessoas que viviam em áreas propensas a inundações foram solicitadas a procurar abrigo. As Ilhas Virgens dos EUA e Porto Rico sofreram fortes chuvas, deslizamentos de terra e cortes de energia, com mais de 29.000 pessoas perdendo poder neste último. Deslizamentos de lama e escoamento bloquearam várias estradas em Porto Rico, especialmente em Barranquitas, Cayey e Guayama.

### Furacão Lourenço
Uma onda tropical emergiu no Atlântico a partir da costa oeste da África em 22 de setembro. A onda rapidamente se organizou em uma depressão tropical por volta das 00:00 UTC em 23 de setembro a cerca de 510 km a sudoeste de Dacar, Senegal. Seis horas depois, a depressão transformou-se na tempestade tropical Lorenzo. Uma crista subtropical ao norte inicialmente direcionou a tempestade na direção oeste para oeste-noroeste. O cisalhamento do vento interrompeu o fortalecimento adicional em 24 de setembro. No entanto, a diminuição do cisalhamento do vento no dia seguinte permitiu o início de uma rápida intensificação. Lorenzo atingiu intensidade de furacão no início de 25 de setembro e depois atingiu um pico inicial como um furacão de categoria 4 com ventos de 230 km/h. O sistema então curvou-se para noroeste devido a uma ruptura na crista subtropical. Um ciclo de substituição da parede do olho e a entrada de ar seco fizeram com que a tempestade enfraquecesse para um furacão categoria três no final de 27 de setembro. A tempestade então curvou-se para o norte através da extremidade oeste da cordilheira subtropical.
Depois de completar o ciclo de substituição da parede do olho, Lorenzo passou por uma segunda fase de rápida intensificação. Às 03:00 UTC em 29 de setembro, o ciclone atingiu o pico como um furacão de categoria 5 com ventos máximos sustentados de 260 km/h. Isso fez de Lorenzo o furacão de categoria 5 do Atlântico mais oriental já registado. Depois de atingir o pico de intensidade, Lorenzo começou a enfraquecer devido à ressurgência e ao rápido aumento do cisalhamento do vento sudoeste. Lorenzo caiu abaixo da intensidade do grande furacão às 18:00 UTC em 29 de setembro, apenas 15 horas após seu pico de intensidade. Lorenzo enfraqueceu lentamente e o seu campo de vento expandiu-se à medida que a tempestade iniciava uma transição extratropical ao passar a noroeste dos Açores. A tempestade tornou-se totalmente extratropical às 12h UTC em 2 de outubro aproximadamente a 390 km a norte da Graciosa. Em 3 e 4 de outubro, o sistema impactou as Ilhas Britânicas antes de se dissipar totalmente.
O rebocador francês Bourbon Rhode afundou em 26 de setembro perto do centro da tempestade com 14 membros do grupo. Três pessoas foram resgatadas em operações de busca e salvamento, enquanto quatro corpos foram encontrados; presume-se que as outras sete pessoas tenham se afogado. Embora a tempestade permanecesse a mais de 3.200 km ao largo da costa dos Estados Unidos, ondas e correntes de retorno resultaram em oito mortes, com uma na Flórida, quatro na Carolina do Norte, duas em Nova Iorque e uma em Rhode Island. Nos Açores, Lorenzo causou os piores impactos no Corvo e nas Flores, com ambas as ilhas a reportarem muitas árvores e linhas de energia derrubadas. Neste último, a tempestade destruiu o porto comercial do Campo das Lajes. Corvo registou ventos sustentados de 119 km/h e rajadas atingindo 163 km/h. O mar agitado resultou na evacuação de cerca de 100 pessoas das suas casas por todos os Açores, com ondas a aproximarem-se de ruas e casas na cidade da Horta. Na Irlanda, os restos de Lorenzo depois de fazer o desembarque ao longo da costa produziram rajadas de vento de até 106 km/h na Estação de Pesquisa Atmosférica Mace Head. Árvores derrubadas e linhas de energia deixaram cerca de 20 mil clientes sem eletricidade em toda a Irlanda.

### Tempestade tropical Gabrielle
Um potente nor'easter, que se originou no final de uma frente fria através do sudoeste do Atlântico em 6 de outubro, separou-se do limite frontal e atingiu ventos máximos de 1 minuto de 100 km/h até 10 de outubro. A convecção profunda formou-se ao norte do centro da baixa, levando à formação da tempestade subtropical Melissa às 06:00 UTC em 11 de outubro cerca de 330 km ao sul-sudeste de Nantucket, Massachusetts. Embora os ventos de pico do sistema tenham diminuído no dia seguinte, o raio dos ventos com força de tempestade tropical contraiu significativamente enquanto a atividade das tempestades se concentrou no centro. Isso marcou a transição de Melissa para uma tempestade tropical às 12h. UTC em 12 de outubro. À medida que o sistema se movia de leste a nordeste, perdeu a convecção associada sob a influência do cisalhamento moderado de oeste e das temperaturas mais frias da água no início de 14 de outubro. Melissa logo se fundiu com uma frente próxima e tornou-se extratropical às 12h. UTC cerca de 600 km ao sul de Cabo Race. A baixa pós-tropical degenerou em vale algumas horas depois.
A tempestade nor'easter e a subsequente tempestade (sub)tropical causaram fortes ondas e tempestades ao longo da costa dos Estados do Médio Atlântico. Em Maryland, as inundações causadas pelo aumento das marés altas causadas pela tempestade forçaram o fechamento de ruas em Crisfield e Salisbury. Em Delaware, as ondas da tempestade causaram erosão nas praias e inundaram ruas em Bethany Beach, enquanto casas e ruas foram inundadas em Dewey Beach. As ondas da tempestade causaram inundações costeiras em várias partes da costa de Jersey, incluindo Long Beach Island e Atlantic City. As enchentes obrigaram ao cancelamento do primeiro dia do LBI International Kite Festival. O acúmulo de chuva do sistema atingiu o pico de 87 mm em Nantucket, Massachusetts. Partes do sudeste de Massachusetts experimentaram ventos sustentados com força de tempestade tropical, com um pico de vento sustentado de 80 km/h e uma rajada de pico de 106 km/h registado em Wellfleet.

### Depressão tropical Quinze
Uma onda tropical saiu da costa oeste da África em 12 de julho, produzindo convecção mínima à medida que se movia para oeste através do Atlântico tropical durante vários dias depois disso. A onda fraturou ao se aproximar das Pequenas Antilhas em 18 de julho, com a porção norte virando para noroeste e a porção sul continuando para oeste através do Mar do Caribe. A porção norte da onda produziu convecção desorganizada intermitente até atingir o sudeste das Bahamas em 21 de julho. No início do dia seguinte, desenvolveu-se uma área concentrada de convecção profunda, resultando na formação de uma depressão tropical logo a leste de Andros às 12h. UTC em 22 de julho. No entanto, as condições ambientais fizeram com que a convecção profunda diminuísse substancialmente logo após a formação. Embora uma pequena área de convecção tenha se desenvolvido novamente em 23 de julho, foi insuficiente para manter o ciclone e degenerou em um vale aberto às 12h. UTC em 23 de julho cerca de 56 km a leste-nordeste do Cabo Canaveral, Flórida.

### Tempestade tropical Imelda
Uma onda tropical saiu da costa oeste da África em 3 de outubro. A convecção aumentou ligeiramente quando a onda entrou no leste do Caribe em 8 de outubro. Outro aumento na convecção ocorreu quando a onda cruzou a América Central, em parte devido à interação com o giro centro-americano. A onda se dividiu, com a porção sul tornando-se a tempestade tropical Priscilla na bacia oriental do Pacífico e a porção norte atingindo a Baía de Campeche. Uma baixa com força de vendaval formou-se sobre o Golfo do México em 17 de outubro, que se tornou a tempestade tropical Nestor no final de 18 de outubro. Com ventos sustentados já a 95 km/h, a tempestade moveu-se rapidamente para nordeste em direção ao Panhandle da Flórida. No entanto, uma calha de nível médio a superior que se aproximava e o sistema frontal associado fizeram com que Nestor se tornasse alongado e deixasse pouca convecção perto do centro. Como resultado, Nestor tornou-se extratropical por volta das 12h. UTC em 19 de outubro. Cerca de cinco horas depois, a tempestade extratropical atingiu a costa perto da Ilha de São Vicente. Os remanescentes de Nestor continuaram em direção ao nordeste através do sudeste dos Estados Unidos antes de se dissiparem na costa da Península de Delmarva em 21 de outubro.
As chuvas e tempestades de Nestor causaram inundações costeiras e repentinas em todo o Panhandle da Flórida e na costa do golfo do estado. As inundações de água doce inundaram várias estradas na área de São Petersburgo. No entanto, os tornados também causaram danos significativos, com a tempestade gerando quatro no estado. O mais forte foi classificado como EF2 e permaneceu no solo por cerca de 30 minutos para uma distância de cerca de 18.43 km —uma trilha incomumente longa para a região—através do oeste do condado de Polk, do Aeroporto Internacional Lakeland Linder ao noroeste do condado de Polk. O tornado causou danos modestos às casas, capotou um camião na Interestadual 4 e arrancou grande parte do telhado de uma escola de ensino médio. No condado de Pinellas, um tornado EF0 danificou vários parques móveis e derrubou árvores em Seminole. Um tornado EF1 pousou brevemente no noroeste de Cape Coral, causando danos a 18 casas e veículos. O quarto tornado, classificado como EF0, não causou danos no condado de Brevard. Dois outros tornados também foram confirmados na Geórgia e na Carolina do Sul. As fortes chuvas de Nestor causaram um acidente de carro na Carolina do Sul, que matou três pessoas e deixou cinco feridos. A tempestade infligiu aproximadamente US$ 125 milhões em danos em todos os Estados Unidos.

### Furacão Pablo
Em 22 de outubro, uma baixa baroclínica desenvolvida sobre o Atlântico central. A baixa logo gerou ventos fortes, enquanto centros de vorticidade se formaram no dia seguinte. O centro mais oriental tornou-se dominante, com a convecção desenvolvendo-se em torno dele no início de 25 de outubro. Como resultado, a baixa tornou-se a Tempestade Subtropical Pablo aproximadamente 652 km a oeste-sudoeste do oeste dos Açores. Pablo moveu-se na direção leste-nordeste e adquiriu características tropicais, tornando-se uma tempestade tropical no final de 25 de outubro após desenvolver nublado denso central e vazão anticiclônica. Uma característica semelhante a um olho também apareceu brevemente em imagens de satélite nessa época. O sistema então curvou-se para leste-sudeste no início de 26 de outubro, antes de virar para leste-nordeste mais tarde naquele dia e depois para nordeste em 27 de outubro. Depois de passar a sudeste dos Açores, a tempestade intensificou-se ainda mais e desenvolveu mais convecção e um pequeno olho. Pablo atingiu intensidade de furacão em 27 de outubro e atingiu o pico com ventos máximos sustentados de 130 km/h. Pablo atingiu a intensidade do furacão em 18,8°W, mais a leste do que qualquer outro furacão no Atlântico, batendo o recorde do furacão Vince de 18,9°W. Pablo então enfraqueceu devido às temperaturas frias da superfície do mar, caindo para a intensidade da tempestade tropical no início de 28 de outubro. A tempestade então se tornou extratropical após se fundir com uma frente fria por volta de 1.160 km norte-nordeste dos Açores, antes de se dissipar completamente em 29 de outubro.

### Tempestade tropical Olga
Uma onda tropical bem organizada atravessou a costa oeste de África em 8 de outubro e entrou no Oceano Atlântico. A onda dirigiu-se para oeste com convecção intermitente, atingindo o Caribe em 17 de outubro e América Central até 22 de outubro. Depois de chegar ao Golfo do México, formou-se uma baixa pressão em 24 de outubro. Depois que os dados do dispersômetro e as imagens de satélite indicaram a presença de uma circulação fechada, o sistema evoluiu para a tempestade tropical Olga às 12h. UTC do dia seguinte aproximadamente 630 km ao sul-sudoeste de Lake Charles, Louisiana. Olga moveu-se na direção norte-nordeste e atingiu o pico com ventos de 75 km/h. No entanto, a tempestade passou para um ciclone extratropical às 00:00 UTC em 26 de outubro depois de ficar incorporado em uma frente fria. Os remanescentes do ciclone atingiram o centro da Louisiana cerca de sete horas depois e continuaram através do leste dos Estados Unidos e em Ontário, onde se dissiparam em 28 de outubro.
Na Luisiana, os remanescentes de Olga produziram ventos sustentados de 89 km/h e rajadas até 116 km/h, o primeiro observado em Baton Rouge e o segundo em Mendeville. Ventos fortes resultaram em 132 mil clientes perdendo eletricidade. Luisiana também relatou até 260 mm (10.24 in) de precipitação perto de Ponchatoula, com quantidades menores em outras partes do estado. Rajadas de vento com força de furacão impactaram partes do Mississippi, onde os restos de Olga danificaram ou destruíram 772 casas, 26 empresas e 27 estradas; Tupelo foi particularmente atingido. Pelo menos 154.000 quedas de energia ocorreram no Mississippi. Uma pessoa morreu no condado de Newton quando uma árvore o atingiu enquanto ele limpava os escombros. No Tennessee, uma ampla faixa de ventos de até 154 km/h causou quase 65 mil cortes de energia, forçando o fechamento de escolas por até duas semanas em vários depois de fazer desembarque ao longo da costa condados. A queda de árvores resultou em uma morte em Adamsville. O dano total ao longo da trajetória do ciclone foi estimado em US$ 400 milhões.

### Tempestade subtropical Rebekah
Em 27 de outubro, um grande ciclone extratropical formou-se por volta de 760 kmnbsp;km/hkm ao sul de Cape Race. Movendo-se para leste, o ciclone rapidamente ganhou ventos com força de furacão, antes de enfraquecer ao virar para norte e oeste em um grande loop no sentido anti-horário, fazendo outro loop menor em seu caminho. Uma área menor de baixa pressão formou-se perto do centro do ciclone extratropical original em 29 de outubro, possuindo um pequeno campo de vento mais característico de um ciclone tropical. Convecção profunda formada em torno do centro da nova mínima em 30 de outubro devido ao aumento da instabilidade atmosférica apesar das temperaturas da superfície do mar de apenas 21 °C, levando ao desenvolvimento da tempestade subtropical Rebekah às 12:00 UTC. O sistema foi designado como uma tempestade subtropical devido à falta de separação com o baixo nível superior original e fluxo significativo, que são características comuns dos ciclones tropicais. Neste momento, Rebekah possuía ventos sustentados de 85 km/h, representando o pico de intensidade do sistema. Em 31 de outubro, Rebekah virou-se para o leste e depois para o leste-nordeste, entrando em uma região de baixa umidade relativa, aumentando o cisalhamento do vento e até mesmo temperaturas mais frias da superfície do mar. O sistema enfraqueceu rapidamente como resultado destes factores ambientais desfavoráveis. Rebekah tornou-se extratropical mais uma vez em 1 de novembro às 06:00 UTC e se dissipou mais tarde naquele dia por volta de 185 km a norte dos Açores.

### Tempestade tropical Sebastien
No final de Novembro, uma série de depressões de nível médio a superior progrediu através do Atlântico subtropical central, dando lugar a uma grande área de perturbações meteorológicas. Aprimorada por uma onda Kelvin acoplada convectivamente, a perturbação se uniu nos dias seguintes e foi designada como tempestade tropical Sebastien por volta das 06:00. UTC em 19 de novembro a nordeste das Ilhas Barlavento. O sistema, inicialmente movendo-se para oeste-noroeste, curvou-se em direção leste-nordeste à frente de uma depressão de nível superior que se aproximava. Ao mesmo tempo, Sebastien intensificou-se gradualmente, apesar de uma frente fria iminente e de cisalhamento moderado do vento. O ciclone atingiu ventos máximos de 110 km/h no início de 23 de novembro, quando exibiu uma característica ocular de nível médio. Águas significativamente mais frias e fortes cisalhamentos logo afetaram Sebastien, fazendo com que ele se tornasse um ciclone extratropical às 00:00. UTC em 25 de novembro. O ciclone pós-tropical continuou para nordeste, cruzando o sudoeste da Irlanda antes de virar para sudeste no Mar da Irlanda e atravessar o oeste da Inglaterra em 27 de novembro. A baixa se dissipou logo a oeste de Londres por volta das 18h UTC naquele dia.

## Nomes das tempestades
A lista de nomes a seguir foi usada para tempestades nomeadas que se formaram no Atlântico Norte em 2019. Esta foi a mesma lista utilizada na temporada de 2013, com exceção do nome Imelda, que substituiu Ingrid. As tempestades foram nomeadas Imelda, Nestor e Rebekah pela primeira vez em 2019.
| - Andrea - Barry - Chantal - Dorian - Erin - Fernand - Gabrielle | - Humberto - Imelda - Jerry - Karen - Lorenzo - Melissa - Nestor | - Olga - Pablo - Rebekah - Sebastien - Tanya (sem usar) - Van (sem usar) - Wendy (sem usar) |

### Retirada de nome
Em 17 de março de 2021, durante as 42ª e 43ª Sessões conjuntas do Comitê de Furacões RA IV, a Organização Meteorológica Mundial retirou o nome Dorian de suas listas rotativas de nomes devido aos danos catastróficos que causou, e não será usado novamente no Bacia do Atlântico Norte. Dorian foi substituído por Dexter, que aparecerá pela primeira vez na lista da temporada de 2025. Originalmente, quaisquer nomes retirados da lista de 2019 deveriam ter sido anunciados na primavera de 2020, mas isso foi adiado para o ano seguinte devido à pandemia de COVID-19.

## Efeitos sazonais
Esta é uma tabela de todos os sistemas que se formaram na temporada de furacões de 2020. Inclui a sua duração, nomes, áreas afetada(s), indicados entre parêntese, danos e mortes totais. As mortes entre parênteses são adicionais e indiretas, mas ainda estavam relacionadas com essa tempestade. Os danos e as mortes incluem totais enquanto a tempestade era extratropical, uma onda ou um baixa, e todos os valores do prejuízo estão em USD de 2019.

| Escala de Furacões de Saffir-Simpson |    |    |   |   |   |   |   |
| DT                                   | TS | TT | 1 | 2 | 3 | 4 | 5 |

| Andrea                | 20–21 de maio                 | Tempestade subtropical | 65 (40)   | 1006 | Bermudas | Nenhum          | Nenhum   |                                    |
| Barry                 | 11–15 de julho                | Furacão categoria 1    | 120 (75)  | 993  | Região Centro-Oeste dos Estados Unidos, Leste dos Estados Unidos, Luisiana, Arkansas, Oklahoma, Grandes Lagos da América do Norte | $600 milhões    | 1 (1)    | [ 113 ] [ 114 ] [ 32 ]             |
| Three                 | 22 de julho–23                | Depressão tropical     | 55 (35)   | 1013 | Bahamas, Flórida | Nenhum          | Nenhum   |                                    |
| Chantal               | 20–23 de agosto               | Tempestade tropical    | 65 (40)   | 1007 | Costa Leste dos Estados Unidos | Nenhum          | Nenhum   |                                    |
| Dorian                | 24 de agosto – 7 de setembro  | Furacão categoria 5    | 295 (185) | 910  | Ilhas de Barlavento, Ilhas de Sotavento, Porto Rico, Bahamas, Costa Leste dos Estados Unidos, Leste do Canadá                     | >$5,07 bilhões  | 77 (7)   | [ 41 ] [ 26 ] [ 48 ] [ 55 ] [ 57 ] |
| Erin                  | 26–29 de agosto               | Tempestade tropical    | 65 (40)   | 1002 | Cuba, The Bahamas, Costa Leste dos Estados Unidos, Províncias atlânticas do Canadá                                                | Menor           | Nenhum   |                                    |
| Fernand               | 3 de setembro–5               | Tempestade tropical    | 85 (50)   | 1000 | Northeastern México, Sul do Texas                                                                                                 | $11,3 milhões   | 1        | [ 64 ] [ 65 ] [ 66 ]               |
| Gabrielle             | 3–10 de setembro              | Tempestade tropical    | 100 (65)  | 995  | Cabo Verde, República da Irlanda, Reino Unido                                                                                     | Nenhum          | Nenhum   |                                    |
| Humberto              | 13–19 de setembro             | Furacão categoria 3    | 205 (125) | 950  | Hispaniola, Cuba, Bahamas, Sudoeste dos Estados Unidos, Bermuda, Canadá Atlântico, República da Irlanda, Reino Unido              | >$25 milhões    | 2        | [ 115 ] [ 67 ]                     |
| Jerry                 | 17 de setembro–24             | Furacão categoria 2    | 165 (105) | 976  | Ilhas de Sotavento, Porto Rico, Bermuda                                                                                           | Nenhum          | Nenhum   |                                    |
| Imelda                | 17–19 de setembro             | Tempestade tropical    | 75 (45)   | 1003 | Texas, Louisiana, Oklahoma, Arkansas                                                                                              | $5 bilhões      | 6 (1)    | [ 68 ]                             |
| Karen                 | 22 de setembro–27             | Tempestade tropical    | 75 (45)   | 1003 | Ilhas de Barlavento, Trinidad and Tobago, Venezuela, U.S. Virgin Islands, British Virgin Islands, Porto Rico                      | $3,5 milhões    | Nenhum   | [ 116 ]                            |
| Lorenzo               | 23 de setembro – 2 de outubro | Furacão categoria 5    | 260 (160) | 925  | África Ocidental, Cabo Verde, Açores, República da Irlanda, Reino Unido                                                           | $362 milhões    | 20       | [ 76 ] [ 117 ]                     |
| Melissa               | 11–14 de outubro              | Tempestade tropical    | 100 (65)  | 994  | Médio Atlântico, Nova Inglaterra, Nova Escócia                                                                                    | Menor           | Nenhum   |                                    |
| Quinze                | 14 de outubro–16              | Depressão tropical     | 55 (35)   | 1006 | Oeste da Africa, Cabo Verde | Nenhum          | Nenhum   |                                    |
| Nestor                | 18–19 de outubro              | Tempestade tropical    | 95 (60)   | 996  | Central America, México, Sudoeste dos Estados Unidos                                                                              | $125 milhões    | 0 (3)    | [ 91 ]                             |
| Pablo                 | 25 de outubro–28              | Furacão categoria 1    | 130 (80)  | 977  | Azores | Nenhum          | Nenhum   |                                    |
| Olga                  | 25 de outubro                 | Tempestade tropical    | 75 (45)   | 998  | Costa do Golfo dos Estados Unidos]], Luisiana, Alabama, Mississippi                                                               | $400 milhões    | 0 (2)    | [ 98 ] [ 118 ]                     |
| Rebekah               | 30 de outubro – 1 de dezembro | Tempestade subtropical | 85 (50)   | 982  | Açores | Nenhum          | Nenhum   |                                    |
| Sebastien             | 19 de novembro–24             | Tempestade tropical    | 110 (70)  | 991  | Ilhas Sotavento, Açores, Ilhas Britânicas                                                                                         | Menor           | Nenhum   |                                    |
| Agregado da temporada |                               |                        |           |      | |                 |          |                                    |
| 20 sistemas           | 20 de maio – 24 de dezembro   |                        | 295 (185) | 910  | | >$11,59 bilhões | 107 (14) |                                    |